# Cercasi amore (Galeffi)
Cercasi amore è un singolo del cantante italiano Galeffi, primo estratto dall'album Settebello e pubblicato il 6 novembre 2019 per l'etichetta Maciste Dischi/Polydor/Universal Music,  prodotto dai Mamakass.

## Video musicale
Il videoclip del brano, diretto da Zavvo Nicolosi, è stato pubblicato l'11 novembre 2019 sul canale YouTube di Maciste Dischi.

## Tracce
1. Cercasi amore – 3:40 (testo: Marco Cantagalli – musica: Marco Cantagalli, Fabio Dalè, Carlo Frigerio, Matteo Cantagalli)